# Ejército del Don

Insignia del Ejército del Don.

El Ejército del Don (del ruso: Донска́я а́рмия) era el ejército de la República del Don, englobado más tarde en las Fuerzas Armadas del Sur de Rusia. Estaba compuesto por el ejército regular (las fuerzas paramilitares cosacas clásicas) y por el ejército "joven" (unidades técnicas, trenes blindados, carros de asalto y aviación).

## Historia

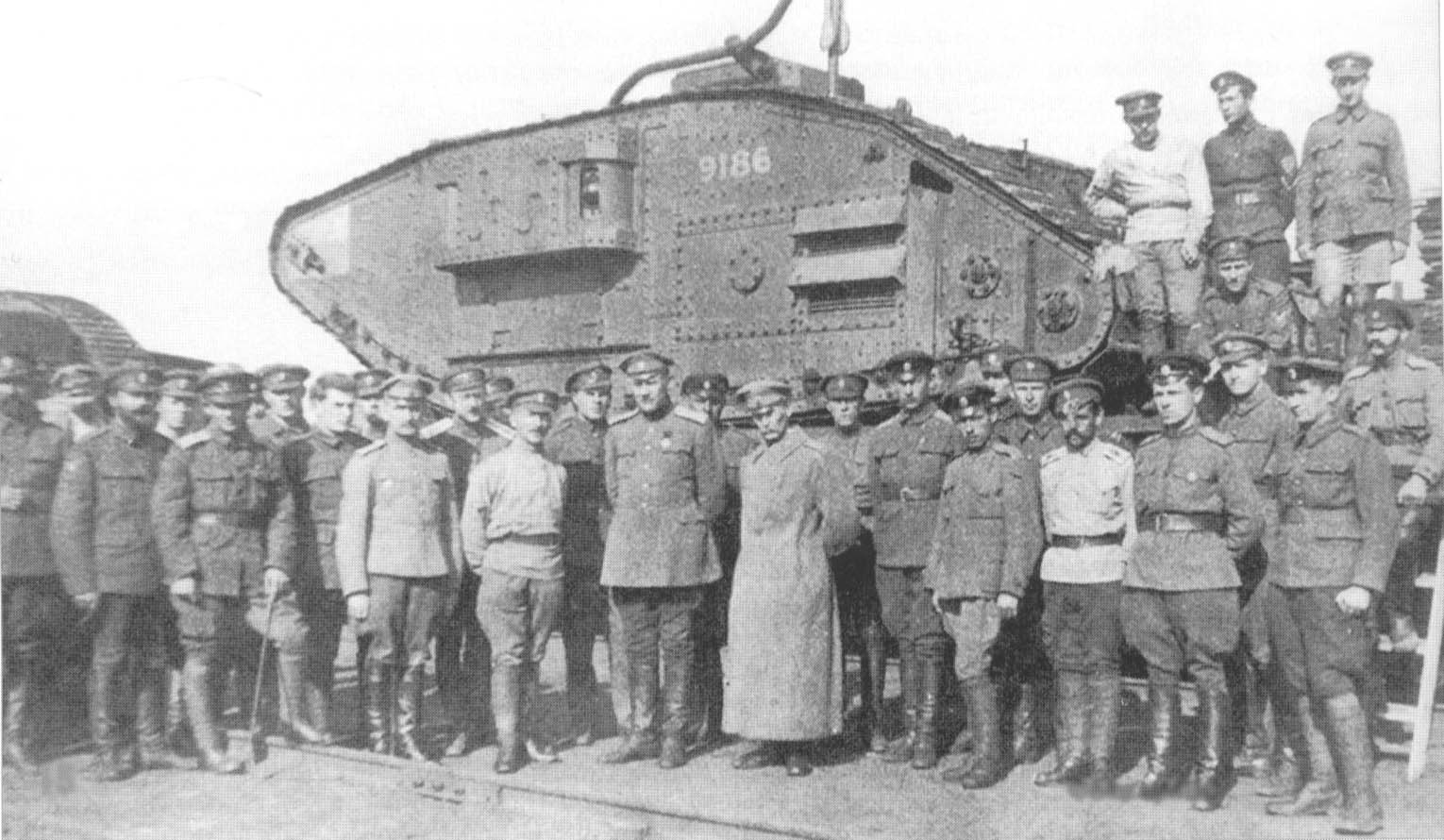
Tanque Mark V y oficiales del Ejército del Don (1919).

El Ejército del Don fue formado el 3 de abril de 1918 en el curso de la insurrección de los cosacos del Don contra los bolcheviques sobre la base de las fuerzas insurrectas del general Piotr Popov a su regreso de la campaña de la estepa. Durante el año 1918 operó independientemente del Ejército de Voluntarios. En abril estaba compuesta por seis regimientos de infantería y dos de caballería del destacamento septentrional del coronel Aleksandr Fitsjelaúrov, de un regimiento de caballería de Rostov del Don y de pequeñas unidades dispersas por la región. Los regimientos de infantería se organizaban sobre la base de las stanitsas con entre 300 y 3 000 hombres en función de los vaivenes políticos en las mismas. Los regimientos de caballería oscilaban entre los 30 y 300 integrantes. A finales de abril, el ejército contaba con 6 000 hombre, 30 ametralladoras y 6 piezas de artillería. El 3 de abril, fecha de su fundación oficial, fue organizado en tres grupos: Meridional (bajo el coronel Sviatoslav Denísov), Septentrional (bajo el starshiná Emanuíl Semilétov), y Transdon (bajo el mayor general P. T. Semiónov y el coronel Isaak Bykadórov).
El 12 de mayo de 1918, el estado mayor comandaba 14 destacamentos: los de los mayores generales Fitsjeláurov, Mámontov, Bykadórov y Tatarkin, los de los coroneles Turovérov, Alfiórov, Abrámenkov, Golubíntsev, Tapilin, Yépijov, Kiréyev, Tolokónnikov y Zubkov, los starshinás Stárikov, Sutúlov, Piotr Kravtsov y Martýnov, y del yesaúl Vedeneyev. El 1 de junio los destacamentos fueron organizados en 6 grupos más importantes: Alfiórov al norte, Mámontov hacia Tsaritsyn, Bykadórov hacia Bataisk, Kiréyev hacia Velikoknáazheskaya, Fitsjelaúrov hacia la región de Donetsk y Semiónov en Rostov del Don. A mediados de verano, los efectivos del ejército alcanzaban entre 45.000 y 50.000 hombres, con 610 ametralladoras y 150 piezas de artillería. A principios de agosto las tropas se habían repartido en cinco regiones militares: Rostov (mayor general Grékov), Transdon (general-mayor Bykadórov), Tsimliánskaya (Mámontov), noroeste (Alfiórov), Ust-Medvéditskaya (Fitsjelaúrov).
A partir de agosto de 1918 los regimientos de stanitsa fueron fusionados en regimientos numerados (2-3 batallones de infantería, 6 sotnia de caballería), organizados en brigadas, divisiones y cuerpos. En otoño de ese año y a principios de 1919, las regiones militares fueron renombradas como frentes: nordeste, este, norte y oeste. En ese momento se concluyó la formación del ejército "joven". Los oficiales de los regimientos eran originarios de las stanitsas epónimas, si no eran suficientes se llamaba a nativos de otras stanitsas y sólo en casos extremos se recurría a oficiales de origen no cosaco, que debían hacer frente a la desconfianza de sus hombres.
En diciembre se contabilizaron 31.300 soldados y 1 282 oficiales en el frente, mientras que el ejército "joven" lo componían 20.000 hombres. El ejército comprendía el cuerpo de cadetes del Don, la escuela militar de Novocherkask, la escuela de oficiales del Don y el cuerpo de enfermeros militares. La dirección naval de la República del Don (Gran Hueste del Don), bajo la dirección del contralmirante Kónonov, formó la flotilla del Don. 
Tras su integración en las Fuerzas Armadas del Sur de Rusia el 23 de febrero de 1919, el ejército fue reorganizado: los frentes fueron transformados en tres ejércitos; los grupos regiones y destacamentos en cuerpos y divisiones de 3 a 4 regimientos. A continuación, el 12 de mayo del mismo año, los ejércitos fueron renombrados como cuerpos de ejército, cuerpos de división y divisiones de brigadas compuestas por tres regimientos. En agosto de 1919 tuvo lugar una nueva reorganización: las divisiones con 4 regimientos pasaron a contar con 3 regimientos, formando divisiones de 9 regimientos. Se conservó en el Ejército del Don, a diferencia de las otras unidades de las Fuerzas Armadas del Sur de Rusia, el sistema de condecoraciones del Ejército Imperial.
El 24 de marzo de 1920 se formó, a partir de las unidades evacuadas a Crimea el Cuerpo del Don, en el que el 1 de mayo de ese año se reagruparon todas las unidades del Don.

## Comandantes

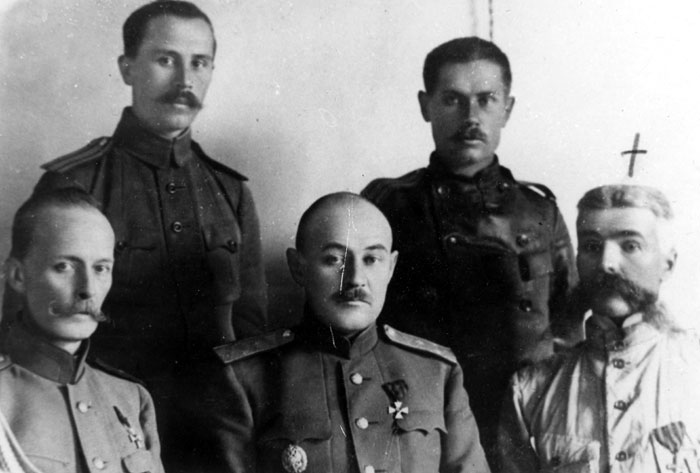
Comandantes del Ejército del Don, febrero de 1919.
De izquierda a derecha: teniente general Kelchevski, general Kislov, coronel Sidorin, coronel Dobrynin y el teniente general Mámontov.

- Mayor general Konstantín Poliákov (3–12 de abril de 1918),
- Mayor general Piotr Popov (12 abril — 5 de mayo de 1918),
- Teniente general Sviatoslav Denísov (5 de mayo de 1918 — 2 de febrero de 1919),
- Teniente general Vladímir Sidorin (2 de febrero de 1919 — 14 de marzo de 1920).

## Jefes del Estado Mayor
- Coronel Sviatoslav Denísov (3-12 de abril de 1918)
- Coronel Vladímir Sidorin (12 abril — 5 de mayo de 1918)
- Coronel Iván Poliákov (5 de mayo de 1918 — 2 de febrero de 1919)
- Teniente general Anatoli Kelchevski (2 de febrero de 1919 — 14 de marzo de 1920)
- Teniente general Nikolái Alekséyev (23 de abril de 1920 - diciembre de 1920)